# Hot Water Music
Hot Water Music es un grupo estadounidense de punk rock de Gainesville, Florida. La banda está formada por Chuck Ragan, Chris Wollard, Jason Black y George Rebelo desde su fundación en 1993. El nombre del grupo procede de la novela del mismo título de Charles Bukowski.
En 1998, después de lanzar varios EP y tres álbumes de estudio, la banda se disolvió, pero se reunió poco después al anunciar su álbum en directo Live at the Hardback. En 2006 la banda volvió a separarse tras lanzar cuatro nuevos álbumes y regresó dos años después. En 2012 lanzó su último álbum hasta la fecha, Exister.

## Historia

### Orígenes
Hot Water Music se formó en octubre de 1994 con Chuck Ragan (voz, guitarra), Chris Wollard (voz, guitarra), Jason Black (bajo) y George Rebelo (batería). El nombre del grupo viene de un libro de Charles Bukowski. Hot Water Music se forma a partir de dos grupos: Fossil y Thread. Fossil, donde Chuck, Jason y George son miembros junto con el cantante llamado Brendan O' Donnal. Chuck, Jason y George dejarían este grupo en 1994 para formar Hot Water Music junto con Chris. El mismo caso sucede con Chris, que junto con Jason, George y Zack Frednaca formaban Thread. Chris, Jason y George abandonaron Thread. De estas dos rupturas nace Hot Water Music.
La banda debutó en 1995 con un 7" llamado "Eating the Filler” y grabarían su primer EP, Push For Coin también en 1995. En ese mismo año, entre el 8 de enero y el 30 de abril, la banda grabó su primer álbum de estudio Finding The Rhythms, para la discográfica independiente No Idea Records. Tanto la portada de este disco, como las demás del grupo de Florida, las firma Scott Sinclair, un amigo de la banda que hacía sus "pinitos" mientras estudiaba en la Escuela de Arte.
En la primavera de 1996 Hot Water Music graba Fuel For The Hate Game, también para No Idea. En 1997 Doghouse saca a la venta el tercer álbum de estudio de Hot Water Music, Forever and Counting, pero la banda decide separarse.
Pronto volverían con nuevos 7’’ como “Alachua” y más tarde para sacar un álbum en concierto, Live at the Hardback, grabado la noche del 28 de agosto de 1998 en el Hardback Cafe de  Gainesville, Florida, su ciudad natal.
Hot Water Music lanzó en 1999 No Division, para Some Records, que les cubrió las espaldas en la gira americana de ese año con grupos como AFI, Sick Of It All y Saves the Day. Ya en el nuevo siglo, Hot Water Music reúne en 2001 lo mejor de sus recopilatorios compartidos, EP y todos sus 7’’ en un solo álbum: Never Ender. No Idea vuelve a firmar un disco de los de Florida. Pero sería el último que se apuntaría la discográfica independiente, ya que el próximo disco lo distribuiría el gigante punk Epitaph. También en 2001 la susodicha Epitaph y Hot Water Music sacan a la venta A Flight And A Crash. Seguidos de Caution, en 2002 y The New What Next, en 2004.
Hot Water Music se toma un respiro después de 10 años sin alteraciones en la banda. Chuck decidió dejar Hot Water Music para cuidar de su familia, mientras los tres restantes emprendieron un nuevo proyecto llamado The Draft.
En mayo de 2005 la banda anuncia que, oficialmente, desaparece después de más de 10 años en activo con intensas giras por todo el mundo.

### Reunión
El portal de internet Punknews.org informó el pasado 22 de octubre de 2007 que Hot Water Music habían vuelto tras su ruptura en december de 2005. El número de noviembre de la revista estadounidense Alternative Press publicó una entrevista en exclusiva con Jason Black, bajista de la banda, donde asegura que se han reunido para realizar unos seis conciertos en puntos como Florida, California, un par de ellos en el centro del país y otros dos en el noreste. Además, asegura que es posible la reunión definitiva coexistiendo con The Draft (banda de tres de los cuatro integrantes de HWM, excepto Chuck Ragan). Black piensa que "han aprendido la lección" de lo que les pasó y que el proyecto "será o el final o para siempre."

## Proyectos paralelos

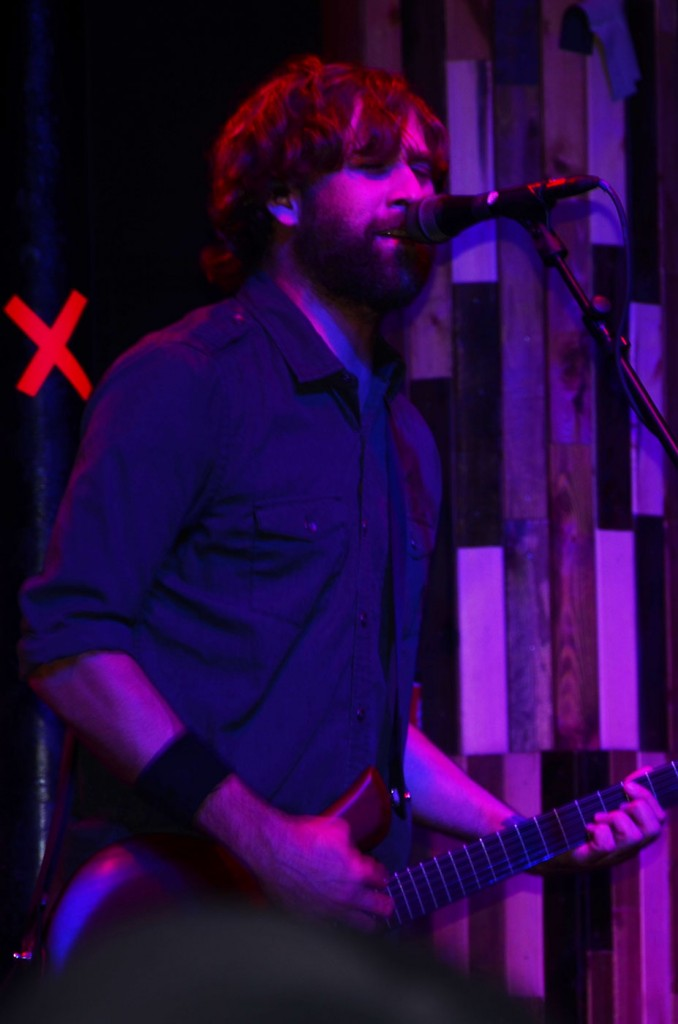
Chris Wollard tocando con Hot Water Music en The Observatory en Santa Ana (California).

The Draft no sería el único proyecto paralelo de algún(os) integrante(s) de Hot Water Music. Chuck Ragan y Chris Wollard, los líderes de Hot Water Music formaron Rumbleseat junto a Samantha Jones en 1998. Rumbleseat sacó mediante No Idea un único álbum, Is Dead.
Chris también sacó, a través de No Idea, otro disco con otro proyecto paralelo a la banda. Cro(w)s es el nombre de este grupo que tan solo tiene un álbum en el mercado, llamado Durty Bunny. Cro(w)s lo forman Chris Wollard, Kaleb Stewart (As Friends Rust), James Ross y Bill Clower (estos dos últimos miembros de Radon).
Chris Wollard y George Rebelo fundaron The Blacktop Cadence entre 1996 y 1997. Junto a ellos están Heather Parker (bajo) y Jack Bailey (guitarra y vocales). No Idea distribuyó su único disco, "Chemistry For Changing Times".

## Discografía

### Álbumes de estudio
- Finding the Rhythms - Toybox Records/No Idea Records (1995)
- Forever and Counting - Doghouse Records (1997)
- Fuel for the Hate Game - Toybox Records/No Idea Records (1997)
- No Division - Some Records (1999)
- A Flight and a Crash - Epitaph Records (2001)
- Caution - Epitaph Records (2002)
- The New What Next - Epitaph Records (2004)
- Exister - Rise Records (2012)

### EP
- Push For Coin - 1995
- Hot Water Music Vs Discount - 1999
- Moonpies For Misfits - 1999
- Alachua - 1999
- Never Ender with Demos - 2001

### Splits
- Hot Water Music/ Swivel Stick - 1995
- Hot Water Music/Tomorrow Split - 1997
- Clairmel / Hot Water Music Split - 1998
- Hot Water Music/Rydell - 1998
- Hot Water Music / Six Going on Seven - 1998
- BYO Split Series Vol. I: Leatherface / Hot Water Music - 1998
- F- State Revisited: Hot Water Music/Screamingfatrat - 1999
- Hot Water Music/Casket Lottery Split - 2002
- Alkaline Trio / Hot Water Music Split - 2002
- Hot Water Music / Muff Potter - 2003

### Varios, recopilaciones
Hot Water Music labró gran parte de su historia en múltiples discos recopilatorios y numerosos conciertos y discos compartidos (splits). La banda de Gainesville aparece en recopilatorios de prestigio dentro del punk como los recopilatorios de Vans Warped Tour, Punk O' Rama y CD de sus respectivas discográficas Epitaph, No Idea y Doghouse.
- Vans: Off The Wall - Volume V
- Vans: Off The Wall - Volume IV
- 403 Chaos: Florida Fucking Hardcore
- Eastpak's Pro Punk Rocker 2
- Invasion Of The Indie Snatchers - 1996
- Doghouse 50 - 1997
- (Don't Forget To) Breathe - 1997
- Blood, Sweat, & Tears - 1998
- My Mom Likes These Songs - 1998
- Return Of The Read Menace - 1999
- Ritalin Riot: Volume 2 - 1999
- Capitol Radio - 1999
- Back To Donut - 1999
- World Warped III Live - 2000
- Read Army Faction - 2000
- Faux Pas Pot Pourri - 2000
- No-Fi Trash: A Floppy Cow Records Compilation - 2000
- No Idea 100: Redefiling Music - 2001
- Living Tomorrow Today: A Benefit For Ty Cambra - 2001
- Plea For Peace / Take Action - 2001
- Totally Fucking The 80's - 2001
- Punk O' Rama Vol. 6 - 2001
- Punk O' Rama Vol. 7 - 2002
- 2002 Epitaph Showcase - 2002
- Punk O' Rama Vol. 8 - 2003
- Twelve Ounces Of Courage: Songs About Drinking Vol. 3 - 2003
- Liberation: Songs To Benefit PETA - 2003
- Atticus: Dragging The Lake Vol. 2 - 2003
- Unite For PETA - 2003
- Rock Against Bush Vol. II - 2004
- Punk O' Rama Vol. 9 - 2004
- Punk O' Rama Vol. 10 - 2005

## Miembros
- Chuck Ragan - cantante, guitarra (1993-2005, 2007-presente)
- Chris Wollard - cantante, guitarra (1993-2005, 2007-presente)
- Jason Black - bajo (1993-2005, 2007-presente)
- George Rebelo - batería (1993-2005, 2007-presente)
- Chris Cresswell - cantante, guitarra (2017-presente)